# Восточная конференция (НБА)
Восточная конференция Национальной баскетбольной ассоциации состоит из пятнадцати команд, разбитых на три дивизиона по пять команд в каждом.
Три победителя дивизионов, а также команда не победитель с лучшим соотношением побед/поражений в конференции получают номера от 1 до 4 в плей-офф в зависимости от количества побед. Ещё четыре команды выходят в плей-офф, сделавших больше всех побед из оставшихся. Преимущество домашнего поля получают команды по количеству побед, а не по номеру посева. Таким образом, если команда № 4 и № 5 встретятся в плей-офф, если у № 5 будет больше побед, чем у № 4, то № 5 получит преимущество домашнего поля.
Причина такого посева заключается в том, что команда не победитель в одном из дивизионов может показать результаты лучшие, чем победители в других дивизионах. И если трёх победителей дивизионов сеять под номерами от 1 до 3 согласно их победам, а остальных сеять под номерами от 4 до 8, то тогда в полуфинале конференции могут встретится две лучшие команды конференции. Такое случилось в 2006 году, когда в полуфинале конференции встретились две лучшие команды конференции «Сан-Антонио Спёрс» и «Даллас Маверикс», выступающие в Юго-западном дивизионе. В то же время, победитель Северо-западного дивизиона «Денвер Наггетс» сделал меньше побед, чем 4й, 5й, 6й и 7й номера посева. Таким образом, введение существующей системы обеспечивает встречу двух лучших команд конференции только в финале конференции.
Плей-офф восточной конференции разделен на два предварительных раунда, после чего проходит финал конференции. Победитель финала конференции встречается с победителем Западной конференции в финале чемпионата за чемпионство НБА. Все игры плей-офф играются до четырёх побед.
Текущее деление на дивизионы было утверждено перед сезоном 2004/05. В этом сезоне к НБА присоединилась новая тридцатая команда «Шарлотт Бобкэтс». Это потребовало перехода «Нью-Орлеан Хорнетс» из Центрального дивизиона восточной конференции в новосозданный Юго-западный дивизион западной конференции.

## Текущее разделение
Текущее разделение Восточной конференции:

| Атлантический дивизион - Бостон Селтикс - Нью-Йорк Никс - Бруклин Нетс - Филадельфия 76 - Торонто Рэпторс | Юго-Восточный дивизион - Атланта Хокс - Шарлотт Хорнетс - Майами Хит - Орландо Мэджик - Вашингтон Уизардс | Центральный дивизион - Чикаго Буллз - Кливленд Кавальерс - Детройт Пистонс - Индиана Пэйсерс - Милуоки Бакс |

### Бывшие команды
Исчезнувшие
- Провиденс Стимроллерс
- Торонто Хаскис
- Вашингтон Кэпитолс

Переехавшие в Западную конференцию
- Баффало Брейвз (переехала в Сан-Диего и стала называться «Клипперс», сейчас Лос-Анджелес Клипперс)
- Цинциннати Роялз (позже Канзас-Сити-Омаха Кингз, Канзас-Сити Кингз, сейчас Сакраменто Кингз)
- Голден Стэйт / Филадельфия Уорриорз
- Хьюстон Рокетс
- Нью-Орлеан / Шарлотт Хорнетс
- Сан-Антонио Спёрс
- Юта / Нью-Орлеан Джаз

## Чемпионы Восточной конференции
До 1970 года Восточная конференция называлась Восточным дивизионом. Чемпионы НБА выделены жирным
| - 1947: Филадельфия Уорриорз - 1948: Филадельфия Уорриорз - 1949: Вашингтон Кэпитолс - 1950: Сиракьюс Нэшнлз - 1951: Нью-Йорк Никс - 1952: Нью-Йорк Никс - 1953: Нью-Йорк Никс - 1954: Сиракьюс Нэшнлз - 1955: Сиракьюс Нэшнлз - 1956: Филадельфия Уорриорз - 1957: Бостон Селтикс - 1958: Бостон Селтикс - 1959: Бостон Селтикс - 1960: Бостон Селтикс - 1961: Бостон Селтикс - 1962: Бостон Селтикс - 1963: Бостон Селтикс - 1964: Бостон Селтикс - 1965: Бостон Селтикс - 1966: Бостон Селтикс - 1967: Филадельфия 76 | - 1968: Бостон Селтикс - 1969: Бостон Селтикс - 1970: Нью-Йорк Никс - 1971: Балтимор Буллетс - 1972: Нью-Йорк Никс - 1973: Нью-Йорк Никс - 1974: Бостон Селтикс - 1975: Вашингтон Буллетс - 1976: Бостон Селтикс - 1977: Филадельфия 76 - 1978: Вашингтон Буллетс - 1979: Вашингтон Буллетс - 1980: Филадельфия 76 - 1981: Бостон Селтикс - 1982: Филадельфия 76 - 1983: Филадельфия 76 - 1984: Бостон Селтикс - 1985: Бостон Селтикс - 1986: Бостон Селтикс - 1987: Бостон Селтикс - 1988: Детройт Пистонс | - 1989: Детройт Пистонс - 1990: Детройт Пистонс - 1991: Чикаго Буллз - 1992: Чикаго Буллз - 1993: Чикаго Буллз - 1994: Нью-Йорк Никс - 1995: Орландо Мэджик - 1996: Чикаго Буллз - 1997: Чикаго Буллз - 1998: Чикаго Буллз - 1999: Нью-Йорк Никс - 2000: Индиана Пэйсерс - 2001: Филадельфия 76 - 2002: Нью-Джерси Нетс - 2003: Нью-Джерси Нетс - 2004: Детройт Пистонс - 2005: Детройт Пистонс - 2006: Майами Хит - 2007: Кливленд Кавальерс - 2008: Бостон Селтикс - 2009: Орландо Мэджик | - 2010: Бостон Селтикс - 2011: Майами Хит - 2012: Майами Хит - 2013: Майами Хит - 2014: Майами Хит - 2015: Кливленд Кавальерс - 2016: Кливленд Кавальерс - 2017: Кливленд Кавальерс - 2018: Кливленд Кавальерс - 2019: Торонто Рэпторс - 2020: Майами Хит |